# پروفایلز
پروفایلز (به انگلیسی: Profiles) یک آلبوم مشترک از نیک میسن، درامر پینک فلوید و ریک فن گیتاریست 10cc است که در سال ۱۹۸۵ عرضه شد.

## آهنگها
این آلبوم به جز در دو آهنگ، یک آلبوم بی‌کلام است: «دروغ برای دروغ» که دیوید گیلمور گیتاریست و خواننده‌ی پینک فلوید و مگی ریلی که سابقه همکاری با مایک الدفیلد را دارد، در آن به اجرا می‌پردازند و «اسرائیل» که کیبوردیست یوفو آنرا می‌خواند.
 زمانی ما قصد داشتیم تا این آلبوم کاملاً بی‌کلام باشد اما ما «دروغ برای دروغ» را داشتیم که میخواستیم در آلبوم باشد پس یک آهنگ دیگر هم ضبط کردیم تا تعادل حفظ شود. — ریک فن، 
 من قطعاً از کار کردن با ریک لذت می‌برم... این بسیار مهم و سودمند است تا تو کسی که با او کار می‌کنی را تغییر دهی. دیگر کار تکراری نمی‌کنی. خودتان می‌دانید... راجر این کار را می‌کند و دیوید آن کار را... خوب تو می‌توانی بروی و چای درست کنی، نیک! — نیک میسن، 

## فهرست آهنگ‌ها

### طرف اول
1. «مالت» (فن/میسن) – ۶:۰
2. «دروغ برای دروغ» (فن/میسن/پی‌رونل) – ۳:۱۶
3. «رودا» (فن/میسن) – ۳:۲۲
4. «پروفایلها» (قسمت اول)/پروفایلها (قسمت دوم) (فن/میسن) – ۹:۵۸

### طرف دوم
1. «اسرائیل» (فن/پی‌رونل) – ۳:۳۰
2. «و نشانی» (فن/میسن) – ۲:۴۵
3. «موبمو جومبو» (فن/میسن) – ۳:۵۳
4. «کد پستی» (فن/میسن) – ۳:۵
5. «یخ سیاه» (فن/میسن) – ۳:۳۷
6. «در پایان روز» (فن/میسن) – ۲:۳۵
7. «پروفایل‌ها» (قسمت سوم) (فن/میسن) – ۱:۵۵

## آهنگ خارج از آلبوم
1. «دروغ برای دروغ» (فن/میسن/پی‌رونل) (۱۲" میکس) – ۵:۵۴

## دست‌اندرکاران
- نیک میسن - درام، کیبورد، پرکاشن، ترانه سرایی
- ریک فن - گیتار، کیبورد
- دیوید گیلمور — خواننده در «دروغ برای دروغ»
- مگی ریلی — خواننده در «دروغ برای دروغ»
- دنی پی‌رونل — خواننده در «اسرائیل»
- کریگ پروس — کیبورد باس در «مالت»